# Chondropetalum
Chondropetalum é um género botânico pertencente à família Restionaceae.